# Carex dolichostachya
Carex dolichostachya är en halvgräsart som beskrevs av Bunzo Hayata. Carex dolichostachya ingår i släktet starrar, och familjen halvgräs.

## Underarter
Arten delas in i följande underarter:
- C. d. dolichostachya
- C. d. trichosperma
- C. d. imbecillis